# Zonia
Zonia is een geslacht van vlinders uit de familie van de dikkopjes (Hesperiidae). Dit geslacht is voor het eerst wetenschappelijk beschreven als door William Harry Evans in een publicatie uit 1951.
De enige soort binnen dit geslacht is Zonia zonia Evans, 1951.